# Șureanu-bjergene
Șureanu-bjergene, (tysk: Mühlbacher Gebirge, ungarsk: Kudzsiri-havasok), hører til  Parâng-bjergene i de sydlige Karpater i Rumænien, med tinder, der ofte overstiger 2.000 moh.
Bjergene ligger nord for Rumæniens Jiu-dal, i distrikterne Hunedoara og Alba. De grænser op til Cindrel-bjergene mod øst og Lotru-bjergene mod sydøst. Parâng-bjergene ligger mod syd, adskilt af floden Jiul de Est (Jius kildeflod). Mod vest, på tværs af Hațeg-depressionen og Orăștie-korridoren, ligger Retezat-bjergene og Poiana Ruscă-bjergene, mens Apuseni-bjergene ligger mod nord, på modsatte side af Mureș- floddalen.
Șureanu-bjergene er opdelt i Sebeș-bjergene mod øst og Orăștiei-bjergene mod vest. I alt dækker de et område på 1.585 km². Den højeste top er Vârfu lui Pătru (''Peter's top"), på 2.130 moh. Andre toppe er Șureanu, på 2.059 moh. og Vârfu Negru, på  1.862, samt Aușelu-, Comărnicelul-, Gropșoara- og Pârva-toppene. Det er primært et højland med enge og græsgange, med meget stort skovområde i hele de omkringliggende 1.200 til 1.400 m høje bjerge. I det sydlige område af disse bjerge er der et kalkstensområde med flere huler, bakker og kløfter.
Șureanu-søen (også kendt som den bundløse sø) er en gletsjersø beliggende i en højde af 1.737 moh. øst for Șureanu Peak. Den har et areal på ½ hektar og en længde på 100 meter, en maksimal bredde på  60 m og maksimal dybde på 7,4 m.
Șureanu-bjergene gennemløbes af flere floder, der for det meste løber nordpå mod Mureș.
- Cugir-floden har sit udspring under Peter's Peak, i en højde af 1.900 moh.; den starter ved sammenløbet af sammenløbet af Râul Mare og Râul Mic i byen Cugir.
- Orăștie-floden har  sit udspring nær Zebru-bjerget i en højde af 1.659 moh.
- Pianul-floden har sit udspring i Pianu kommune.
- Sebeș-floden starter fra Oașa-søen og adskiller Șureanu- og Cindrel-bjergene.
- Strei-floden har sin kilde ovenfor Baru kommune.